# Една българка (филм)
„Една българка“ е български игрален филм (късометражен, драма) от 1956 година, по сценарий и режисура на Николай Боривишки. Оператор е Константин Янакиев. Създаден е по разказа „Една българка“ на Иван Вазов. Музиката във филма е композирана от Димитър Сагаев.

## Актьорски състав
- Пенка Василева – Баба Илийца
- Любомир Бобчевски – Калугерът
- Стефан Пейчев – Джамбалаза
- Стоян Ганчев – Четникът
- Георги Карев - ратаят